# (8171) Stauffenberg
(8171) Stauffenberg ist ein im äußeren Hauptgürtel gelegener Asteroid, der am 5. September 1991 von den deutschen Astronomen Freimut Börngen und Lutz D. Schmadel an der Thüringer Landessternwarte Tautenburg/Karl-Schwarzschild-Observatorium (IAU-Code 033) entdeckt wurde. Er wurde aber auch schon früher gesichtet.
Der Asteroid ist Mitglied der Eos-Familie, einer Gruppe von Asteroiden, die nach (221) Eos benannt ist.
Der mittlere Durchmesser des Asteroiden wurde mit 8,75 km berechnet, die Albedo mit 0,133.
(8171) Stauffenberg wurde am 11. April 1998 nach dem Offizier der Wehrmacht und Hitler-Attentäter Claus Schenk Graf von Stauffenberg (1907–1944) benannt.